# María Teresa Fernández de Miranda
María Teresa Fernández Carrillo, más conocida como María Teresa Fernández de Miranda (Guadalajara, 1923-Ciudad de México, 30 de junio de 1966), fue una lingüista mexicana. El 7 de julio de 1950 egresó de la carrera de lingüística de la Escuela Nacional de Antropología e Historia (ENAH), convirtiéndose en la primera lingüista profesional de México.

## Biografía

Municipio de Santa María Ixcatlán, Oaxaca, sitio donde Fernández de Miranda realizó sus primeras investigaciones sobre las lenguas otomangues.

### Primeros años y formación profesional
Nació en la ciudad de Guadalajara durante el año de 1923, siendo hija de los señores Salvador Fernández y Carmen Carrillo.: 92  En su juventud, asistió a la Escuela Nacional Preparatoria y en 1941 recibió sus primeras lecciones de lingüística otomangue de parte de Roberto J. Weitlaner en la Escuela Nacional de Ciencias Biológicas del Instituto Politécnico Nacional.: 92  Al año siguiente, se inscribió en la Escuela Nacional de Antropología e Historia (ENAH), donde fue alumna de Federico Gómez de Orozco, Jorge A. Vivó, Kenneth Pike, Miguel Covarrubias, Stanley Newman, Robert Barlow, Norman McQuown y del propio Weitlaner.: 92–93  En la misma época, comenzó a realizar trabajo de campo en las zonas nahuas de San Miguel Oxtotilpan y Tetelcingo con Weitlaner y Pike, respectivamente, actividad que reanudó en 1947 con Newman en la región de Milpa Alta.: 92–93 

### Años de madurez
Poco después, ingresó al Instituto Nacional de Antropología e Historia (INAH) como secretaria y más tarde como investigadora. A partir de 1948, dirigió y diseñó el laboratorio de sonido del Museo Nacional de Antropología, el cual había proyectado con la intención de recopilar muestras de lenguas indígenas y música folklórica.: 93 
En 1949, terminó su formación en la ENAH y entre 1949 y 1950 realizó trabajo de campo con la lengua ixcateca de Santa María Ixcatlán, Oaxaca. A partir de esta experiencia de investigación, elaboró su proyecto de tesis bajo la asesoría de Arturo Monzón y lo defendió el 7 de julio de 1950, obteniendo el grado de maestro en ciencias antropológicas con especialización en lingüística, bajo la distinción cum laude.: 93 
Tras su defensa de tesis, continuó su formación académica, así como sus investigaciones en el laboratorio de sonido del Museo Nacional de Antropología, y contrajo matrimonio con el historiador José Miranda González. En 1952, viajó a los Estados Unidos para asistir a los cursos de verano de la Universidad de Oklahoma, donde fue alumna de la lingüista Velma Pickett. A partir de entonces, desarrolló una nutrida amistad con Pickett y los lingüistas del Instituto Lingüístico de Verano y comenzó a traducir del inglés distintas obras de interés lingüístico.: 94  Sin embargo, durante el mismo año de 1952 le sería diagnosticado lupus, enfermedad que paulatinamente la alejaría de sus clases en la ENAH y que dificultaría sus investigaciones lingüísticas.: 96 : xviii–xix 

### Últimos años de vida
A causa de su enfermedad, Fernández de Miranda interrumpió sus clases en la ENAH y sus labores en el laboratorio de sonido del Museo Nacional de Antropología. En 1958, retomó parcialmente la docencia, impartiendo en su domicilio un curso de lenguas tonales a un grupo de alumnos conformado por Roberto Escalante, Juan José Rendón Monzón, Thomas Stanford y Leonardo Manrique Castañeda, quien la asistiría en sus investigaciones por un tiempo.: xviii–xix 
Fernández de Miranda emprendió en sus últimos años de vida un nuevo proyecto: la reconstrucción fonológica del idioma protozapoteco, con el objetivo de presentarlo como tesis de doctorado.: xix  Sin ponerle punto final a sus borradores, falleció el 30 de junio de 1966 en la Ciudad de México por complicaciones del lupus.: 92 

## Obra y legado
Desempeñó su carrera docente y de investigación en la ENAH y en el Instituto Nacional de Antropología e Historia, donde colaboró con investigadores como Morris Swadesh, Roberto J. Weitlaner, José Miranda González. A su vez, fue secretaria del Consejo de Lenguas Indígenas.

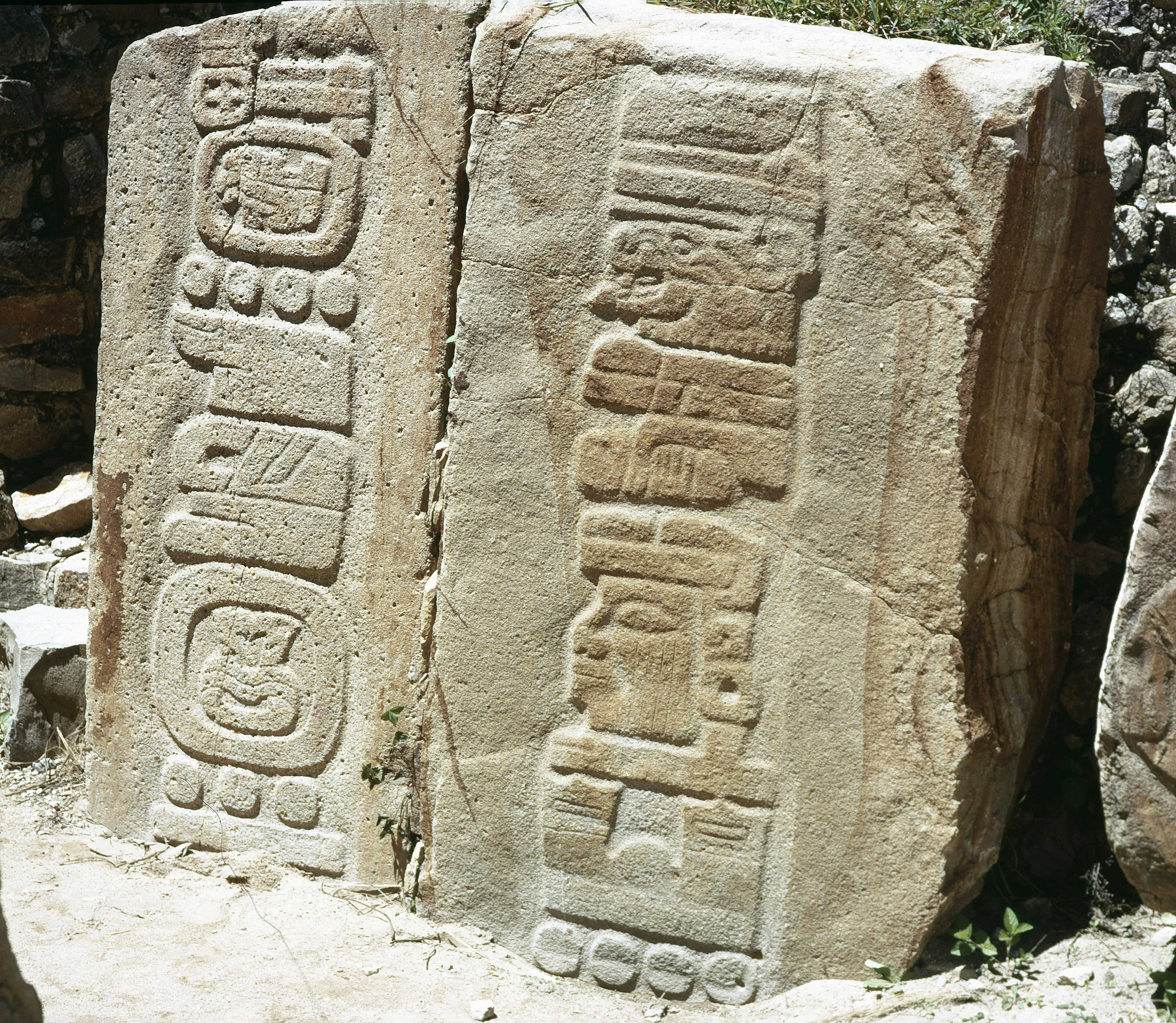
Estelas 12 y 13 del sitio arqueológico zapoteco de Monte Albán. Fernández de Miranda dedicó sus últimos años de vida a la reconstrucción del idioma protozapoteco.

Los intereses de Fernández de Miranda se centraron en la lingüística histórica y comparada y aplicó sus métodos a varios subgrupos de la familia lingüística otomangue, especialmente a la rama popolocana, la rama zapotecana y la rama chiapaneco-mangue.

## Publicaciones selectas

### Artículos
- Fernández de Miranda, María Teresa (1951). «Reconstrucción del protopopoloca». Revista Mexicana de Estudios Antropológicos 12: 61-93.
- Fernández de Miranda, María Teresa (1953). «Las formas posesivas en ixcateco». Memoria del Congreso Científico Mexicano (1951). México: Universidad Nacional Autónoma de México. pp. 159-170.
- Fernández de Miranda, María Teresa (1964). «Los préstamos españoles en el zapoteco de Mitla». Anales del Instituto Nacional de Antropología e Historia 17 (46): 259-273.
- Fernández de Miranda, María Teresa (1970). «25 años de investigación lingüística». Historia Mexicana 19 (3).

### Artículos en coautoría
- Fernández de Miranda, María Teresa; Swadesh, Morris; Weitlaner, Roberto J. (1959). «Some findings on Oaxaca language classification and culture terms». International Journal of American Linguistics 25 (1): 54-58. doi:10.1086/464495.
- Fernández de Miranda, María Teresa; Swadesh, Morris; Weitlaner, Roberto J. (1960). «El panorama etnolingüístico de Oaxaca y del Istmo». Revista Mexicana de Estudios Antropológicos 16: 137-157.
- Fernández de Miranda, María Teresa; Weitlaner, Roberto J. (1961). «Sobre algunas relaciones de la familia mangue». Anthropological Linguistics 3 (7): 1-99. JSTOR 30022323.

### Capítulos de libro
- Fernández de Miranda, María Teresa (1961). «Toponimia popoloca». A William Cameron Townsend, en el vigésimo quinto aniversario del Instituto Lingüístico de Verano. México: Instituto Lingüístico de Verano. pp. 431-437.
- Fernández de Miranda, María Teresa (1967). «Inventory of classificatory materials».  En Wauchop, Robert; McQuown, Norman A., eds. Handbook of Middle American Indians. Austin: University of Texas Press. pp. 63-78. doi:10.7560/736658.

### Libros
- Fernández de Miranda, María Teresa (1951). Glotocronología de la familia popoloca. Serie Científica (4). México: Instituto Nacional de Antropología e Historia. p. 28.
- Fernández de Miranda, María Teresa (1959). Fonémica del ixcateco. México: Instituto Nacional de Antropología e Historia. p. 21.
- Fernández de Miranda, María Teresa (1961). Diccionario del ixcateco. México: Instituto Nacional de Antropología e Historia.
- Fernández de Miranda, María Teresa (1995).  Piper, Michael J.; Bartholomew, Doris A., eds. El protozapoteco. Estudios de Lingüística y Literatura (28). México: El Colegio de México, Instituto Nacional de Antropología e Historia. ISBN 9681206622.

### Libros en coautoría
- Jiménez Moreno, Wigberto; Miranda González, José; Fernández de Miranda, María Teresa (1963). Historia de México. México: ECLALSA-Porrúa. p. 573.
- Jiménez Moreno, Wigberto; Miranda González, José; Fernández de Miranda, María Teresa (1966). Compendio de historia de México. México: ECLALSA. p. 462.